# Meredith (CDP)
Meredith CDP ist ein Census-designated place (CDP) in der Town of Meredith im Belknap County im US-Bundesstaat New Hampshire. Die Volkszählung von 2020 erfasste 2.527 Einwohner. Der CDP wurde im Jahr 2002 erstmals vom Census definiert. Er umfasst den Kernort der Town of Meredith.

## Lage
Der Ort liegt bei den Koordinaten 43° 39' 10.00" Nord und 71° 29' 46.10" West auf einer Höhe von 159 Metern über dem Meeresspiegel an der Landenge zwischen dem Lake Waukewan und der Meredith Bay im Nordwesten des Lake Winnipesaukee. Die 10,9 km² große Fläche des Gebietes setzt sich zusammen aus 7,5 km² Land- und 3,4 km² Wasserfläche. Durch den Ort führt die US-3, auf die hier die New Hampshire Route NH-25 stößt und an der die NH-104 von Westen endet.